# Jeff Hanneman
Jeff Hanneman, né le 31 janvier 1964 à Oakland et mort le 2 mai 2013 à Hemet, est un musicien, auteur-compositeur américain. Il était, avec Kerry King, l'un des deux membres fondateurs de Slayer, groupe américain leader du mouvement de thrash metal depuis sa formation au début des années 1980. Il jouait spécifiquement sur des guitares ESP. Il était connu pour sa fascination envers l'histoire et la guerre.

## Biographie
Il naît le 31 janvier 1964 à Oakland en Californie et grandit à Los Angeles. Il fonde le groupe de thrash metal Slayer en 1981 avec le guitariste Kerry King. 
Leur groupe est aujourd'hui connu dans le monde entier.

## Style
Jeff Hanneman utilise très souvent son vibrato pendant les solos. Il est le compositeur d'une grande partie des classiques du groupe tels Angel of Death, Raining Blood, War Ensemble, Dead Skin Mask, South of Heaven, Seasons in the Abyss…

## Histoire allemande
Dans le groupe, Jeff Hanneman est le spécialiste de la guerre, connu entre autres pour des textes comme Angel of Death, Jihad ou encore Behind the Crooked Cross, ce dernier est un texte qui parle d'un soldat de la Wehrmacht expliquant que le formatage des esprits opéré par la propagande du IIIe Reich a permis de faire des soldats dociles et obéissants.
À la sortie de l'album Reign in Blood, le groupe a assuré qu'il n'avait pas de positions pro-nazies, expliquant que le batteur Dave Lombardo est fils d'immigré cubain, que le chanteur/bassiste Tom Araya est fils d'immigré chilien, que le producteur Rick Rubin est d'origine juive, et que le père de Jeff Hanneman avait combattu l'armée allemande durant la Seconde Guerre mondiale, qu'il avait ramené des décorations prises sur des cadavres de combattants allemands et que cela expliquait le fait qu'il collectionnait les insignes nazis ainsi que celles de la Wehrmacht.

## Maladie et décès
En janvier 2011, il annonce sa retraite provisoire du groupe afin de se soigner. Il aurait en effet contracté une fasciite nécrosante provoquée par une morsure d'araignée. À l'annonce de sa maladie, peu avant le début de l'Australian Soundwave Festival, le groupe décida d'effectuer le concert du 26 février 2011 sans lui et le remplaça par Gary Holt, guitariste du groupe Exodus qui assura l'intérim. Holt devant rejoindre Exodus pour la tournée du groupe, ce fut au tour de Pat O'Brien, de Cannibal Corpse d'assurer l'intérim le temps qu'il recouvre la santé.
En 2012, Tom Araya annonça qu'Hanneman entrait en phase de rémission de sa maladie ; qu'il reprenait des forces en suivant un programme de rééducation fonctionnelle lui permettant de non seulement marcher à nouveau, mais de pouvoir même reprendre la pratique de la guitare. Les annonces officielles sur le site du groupe rapportaient même qu'il avait été dans un « très très mauvais état » et qu'il souffrait intensément. 
En février 2013, Kerry King publia sur le site du groupe une annonce sous forme de lettre ouverte expliquant que ses problèmes de santé empiraient et allaient continuer de le tenir éloigné de Slayer. 
Ce communiqué traduit la très grande inquiétude de l'entourage de Hanneman car dès lors qu'il fut question d'une probable amputation, ce fut sa survie qui fut remise en cause à partir du moment où l'équipe médicale le plaça dans un état de coma thérapeutique.
Il meurt le 2 mai 2013 dans un hôpital local de Los Angeles, près de sa maison de l'Inland Empire dans l'état de la Californie du Sud à l'âge de 49 ans d'une insuffisance hépatique.
Le 9 mai 2013, une annonce officielle communique la cause de son décès, dû à une cirrhose,,,,.
, liée à une consommation d'alcool.
Il semblerait qu'Hanneman et sa famille n'avaient pas été suffisamment informés de l'étendue des risques liés à sa maladie.

## Matériel

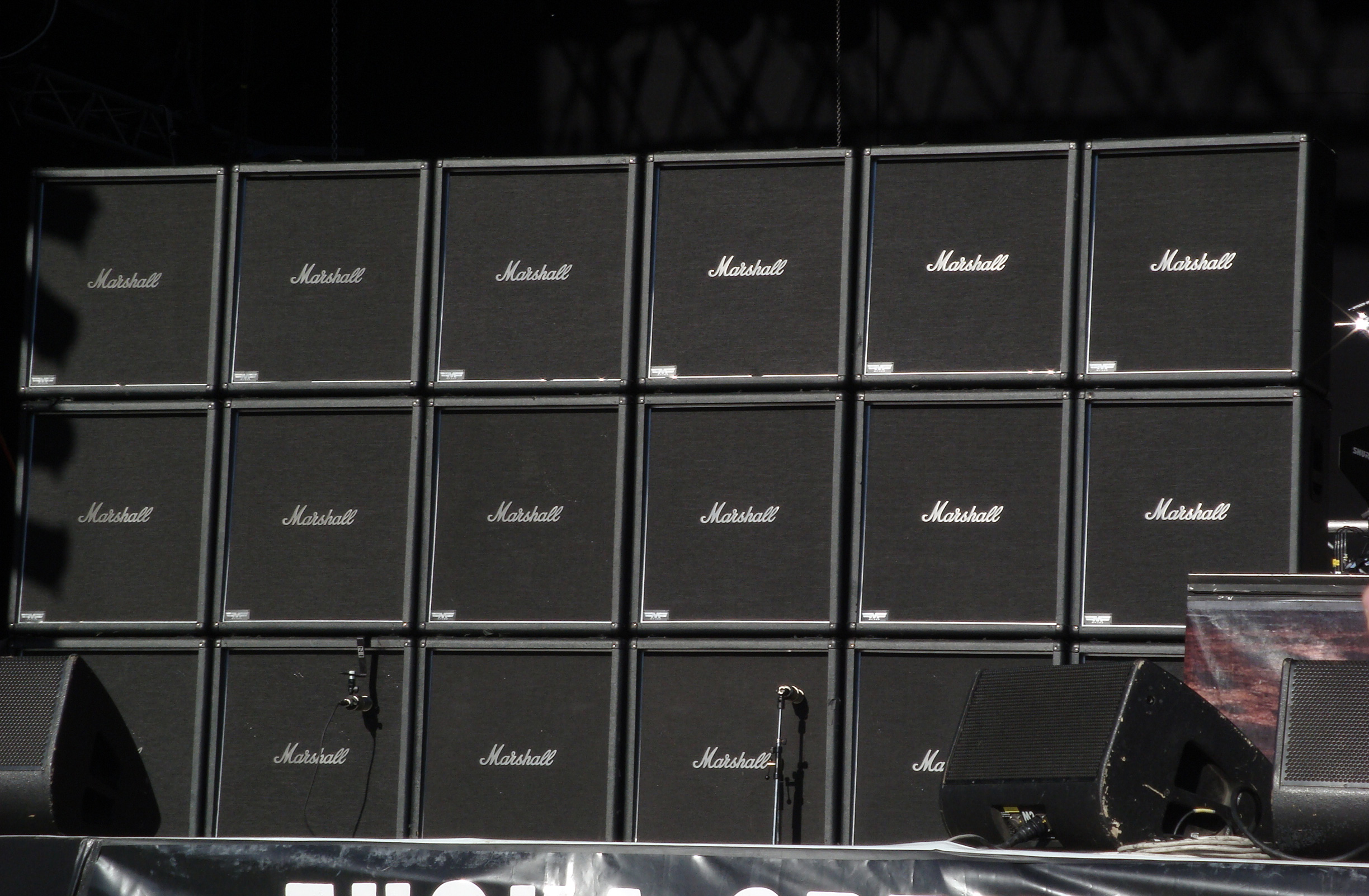
Cabinets Marshall utilisés par le guitariste lors des concerts du groupe.

Jeff Hanneman étant sponsorisé par ESP/LTD, il possède plusieurs modèles signatures (JH200, 600, UC…). De type "Stratoide", elles sont principalement équipées de Micros EMG actifs, d'un bridge kahler, de 6 mécaniques en ligne, d'un accès aux aigus prononcé (jonction à la 23e case sur 24), des finitions noires ou camouflage, et des repères de touche en forme d'"aigles" voire de S dont la stylisation n'est pas sans rappeler la typographie de l'insigne de la Schutzstaffel.
On a pu également apprécier des finitions correspondantes à ses passions : Raiders, Heineken, etc.
Guitares
- ESP Jeff Hanneman Signature model[9]
- Jackson avec 2 micros EMG
- EMG 81/85, micros avec EMG SPC
- Kahler (en) bridges
- D'Addario : cordes 009-.042

Effets
- Shure système sans fil,
- Dunlop Crybaby From Hell Wah-Wah Pedal
- Eventide Harmonizer H3000S
- MXR super Comp
- MXR Smart Gate
- BOSS RGE-10 (10 band EQ)

Amplification
- Marshall JCM-800
- Marshall 4 enceintes (modèles 280 ou 400 Watts)

## Discographie
- 1983: Show No Mercy
- 1984: Haunting the Chapel
- 1985: Hell Awaits
- 1986: Reign in Blood
- 1988: South of Heaven
- 1990: Seasons in the Abyss
- 1994: Divine Intervention
- 1996: Undisputed Attitude
- 1998: Diabolus in Musica
- 2001: God Hates Us All
- 2006: Christ Illusion
- 2009: World Painted Blood